# Acacia tindaleae
Acacia tindaleae é uma espécie de leguminosa do gênero Acacia, pertencente à família Fabaceae.